# レイ・バーブチ
レイ・バーブチ (Raymond "Ray" James Barbuti、1905年6月12日 - 1988年7月8日)は、アメリカ合衆国の陸上競技選手。1928年アムステルダムオリンピックの金メダリストである。

## 経歴
バーブチは、シラキュース大学在学中の1928年のIC4Aの大会に400mの選手として出場。48.8秒のタイムで優勝を飾る。さらにアメリカンフットボールでも1試合に8つのタッチダウンを奪うなど大活躍を見せる。同年にはAAUの大会でも400mに出場し、51.4秒で勝利している。
彼のコーチは、アムステルダムオリンピックに出場するに当たり、200mと400mのどちらの距離で出場するか選ばせた。この2種目を同時に出場することはめったになかった。バーブチは400mに出場することとした。そして、オリンピック本番では47.8秒の記録で見事金メダルを獲得。さらに、4×400mリレーでもアメリカチームのアンカーを務め、3分14秒2の世界新記録で2つ目の金メダルを獲得した。